# ليوبولدو لوبيز إسكوبار
ليوبولدو لوبيز إسكوبار (بالإسبانية: Leopoldo López Escobar)‏ هو عالم براكين تشيلي، ولد في 1940، وتوفي في 29 يونيو 2013.